# Lijst van ministers van Sport van de Duitstalige Gemeenschap
Dit is een lijst van ministers van Sport in de regering van de Duitstalige Gemeenschap.

## Lijst
| Nr. | Minister | Minister                   | Partij | Partij | Begin            | Einde            | Regering(en)                         |
| --- | -------- | -------------------------- | ------ | ------ | ---------------- | ---------------- | ------------------------------------ |
| 1   |          | Joseph Maraite (1949-2021) |        | CSP    | 30 januari 1984  | 13 november 1986 | Fagnoul                              |
| 2   |          | Mathieu Grosch (1950)      |        | CSP    | 13 november 1986 | 11 november 1990 | Maraite I                            |
| (1) |          | Joseph Maraite (1949)      |        | CSP    | 11 november 1990 | 6 juli 1999      | Maraite II, III                      |
| 3   |          | Karl-Heinz Lambertz (1952) |        | SP     | 6 juli 1999      | 6 juli 2004      | Lambertz I                           |
| 4   |          | Isabelle Weykmans (1979)   |        | PFF    | 6 juli 2004      | 1 juli 2024      | Lambertz II en III en Paasch I en II |
| 5   |          | Gregor Freches (1962)      |        | PFF    | 1 juli 2024      | heden            | Paasch III                           |